# 9782 Edo
9782 Edo è un asteroide della fascia principale. Scoperto nel 1994, presenta un'orbita caratterizzata da un semiasse maggiore pari a 2,5575125 UA e da un'eccentricità di 0,1561042, inclinata di 8,94343° rispetto all'eclittica.